# Ibn Arafa
Pour les articles homonymes, voir Arafa et Mohammed ben Arafa.
Ibn Arafa, de son nom complet Mohammed ben Mohammed ben Arafa al-Werghemmi, né en 1316 à Tunis et mort en 1401 à Tunis, est un imam ifriqiyen, le plus illustre représentant de l'islam malikite à l'époque hafside.
Originaire du sud-est de l'actuelle Tunisie, sa connaissance du droit, de la grammaire, de la rhétorique, des mathématiques et de la médecine lui permet de devenir mufti puis de diriger la prestigieuse mosquée Zitouna ainsi que son université pendant plusieurs années.

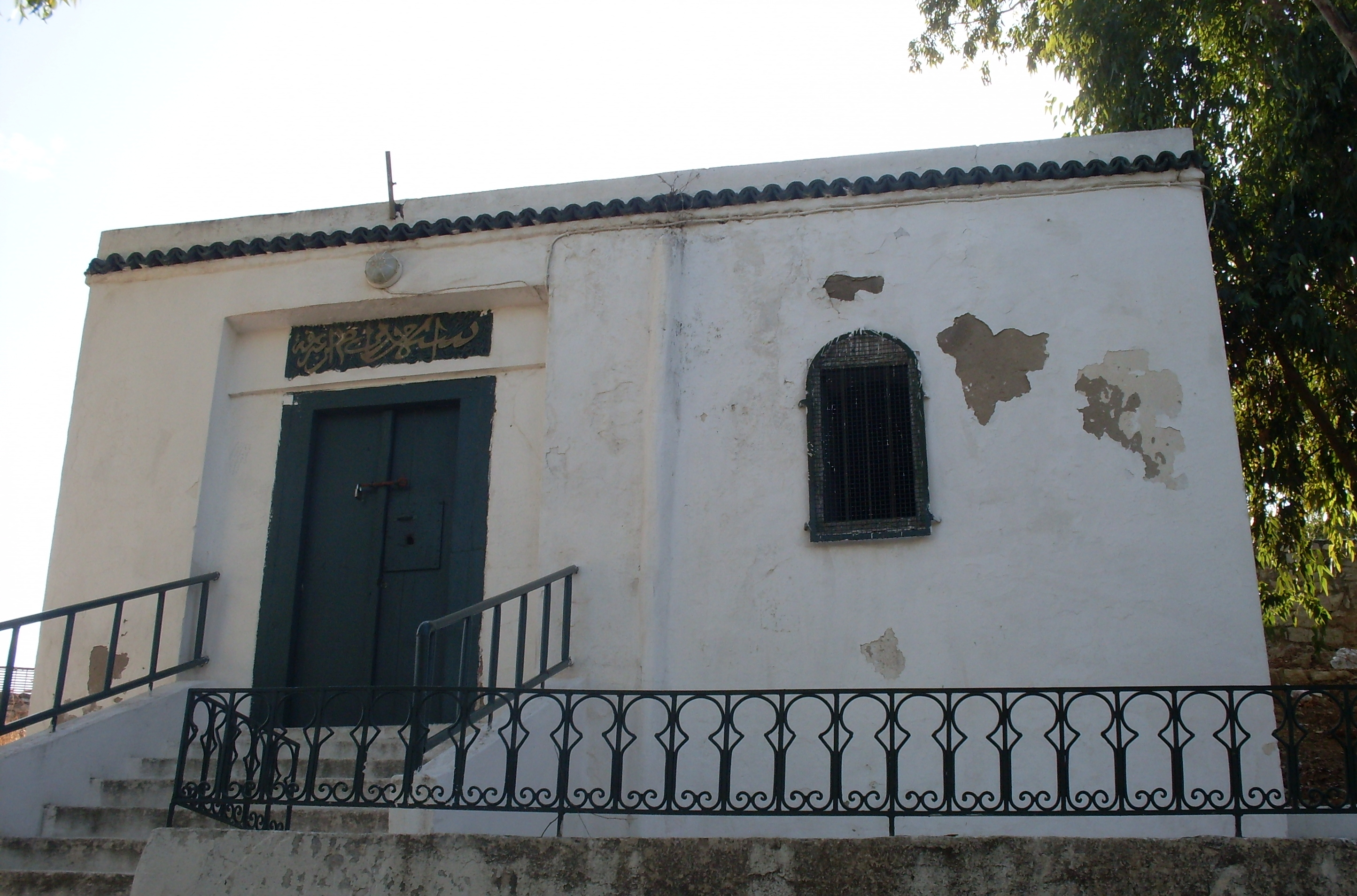
Mausolée d'Ibn Arafa au cimetière du Djellaz

Farouche défenseur de l'islam malikite le plus orthodoxe, il n'hésite pas à entrer en conflit direct avec plusieurs soufis de son époque dont l'ésotérisme et la pratique religieuse sont à ses yeux à la limite des préceptes de l'islam et de l'entendement des fidèles ; il entre également en conflit avec Ibn Khaldoun dont il soupçonne les rapprochements avec le pouvoir en place. Ceux-ci accuseront à leur tour Ibn Arafa de jalouser leur grande popularité.
Ibn Arafa reste néanmoins le théologien d'un malikime strict et épuré, indépendant du pouvoir et surtout résolument affirmé en Tunisie. Il est également l'auteur de nombreux ouvrages traitant du droit, de la théologie et de la logique et conservés à la Zitouna.
À sa mort en 1401, il est inhumé au cimetière du Djellaz ; sa maison de la médina de Tunis a été conservée dans son état le plus ancien et classée monument historique.

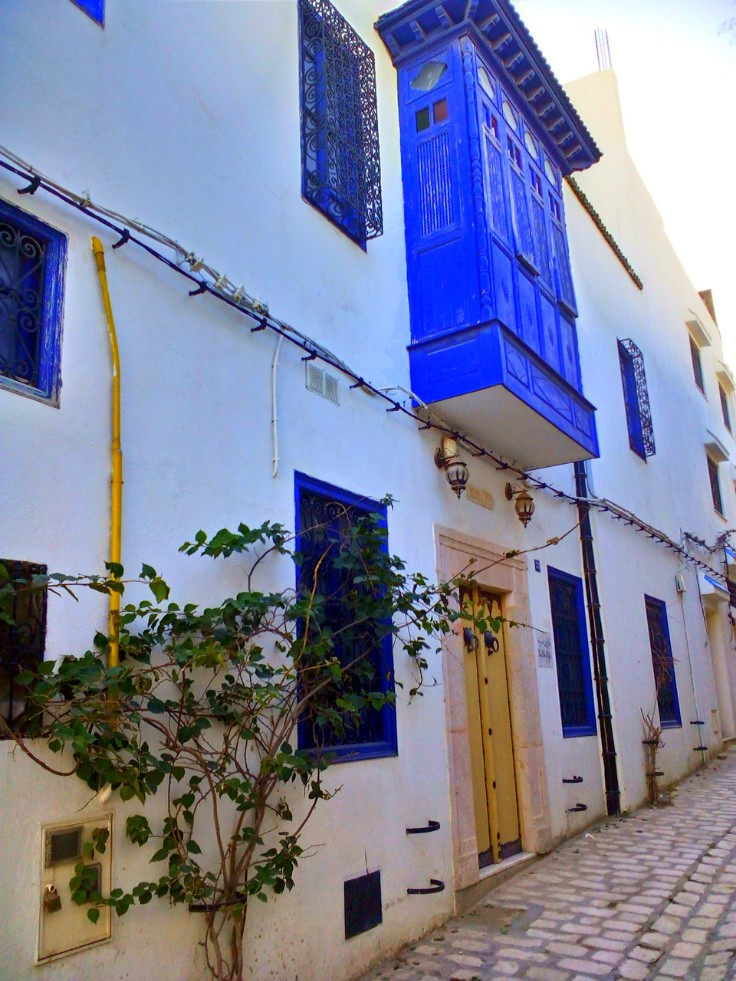
Maison de l'imam Ibn Arafa dans la médina de Tunis
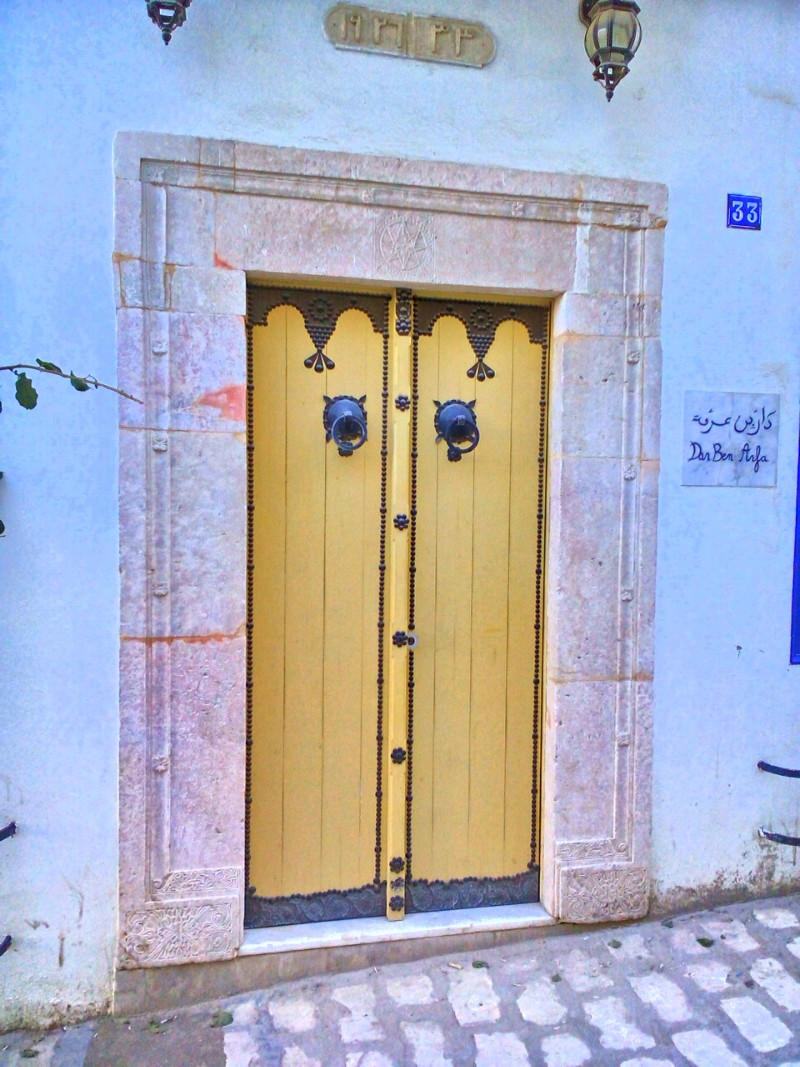
Porte d'entrée de la maison